# 马尔纳格和拉图尔
马尔纳格和拉图尔（法語：Marnhagues-et-Latour，法語發音：[maʁnaɡ e latuʁ]）是法国阿韦龙省的一个市镇，属于米约区。该市镇2009年时的人口为139人。

## 人口
马尔纳格和拉图尔人口变化图示
| 数据来源：INSEE |